# Włókno (astronomia)
Włókno – jedna z największych struktur Wszechświata. Włókna wyglądają jak ogromne nici, ciągnące się na przestrzeni od 70 do 150 megaparseków, tworząc granice pomiędzy ogromnymi pustkami. Są skupiskiem gromad i supergromad galaktyk.

## Galeria

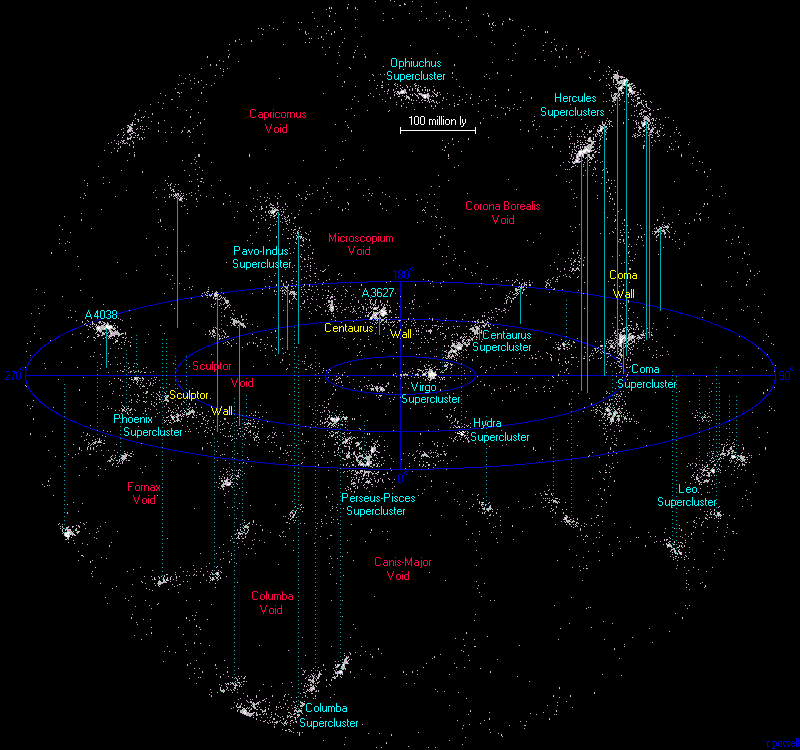
Wszechświat w promieniu 500 milionów lat świetlnych. Widoczne rozmieszczenie najbliższych włókien, supergromad galaktyk i rozdzielających je mniejszych pustek w promieniu 500 milionów lat świetlnych od Ziemi. Ścianę Rzeźbiarza, Ścianę Wieloryba i Ścianę Warkocza Bereniki opisano kolorem żółtym.
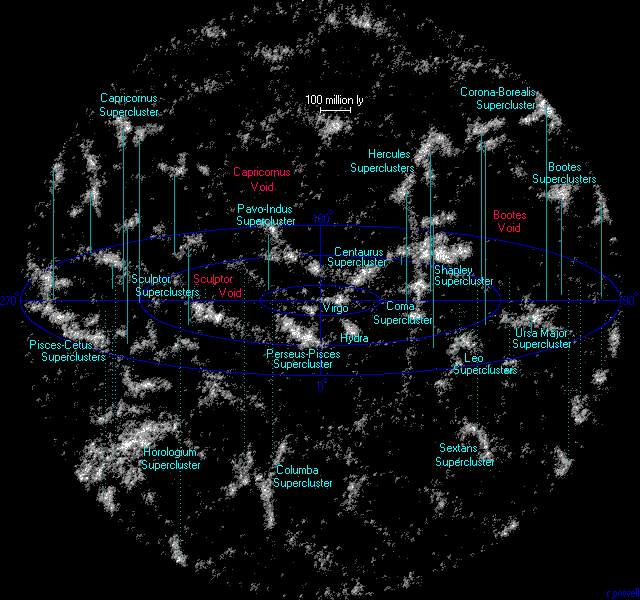
Wszechświat w promieniu 1 miliarda lat świetlnych (307 Mpc) od Ziemi, z czytelną strukturą włókien i rozdzielających je pustek
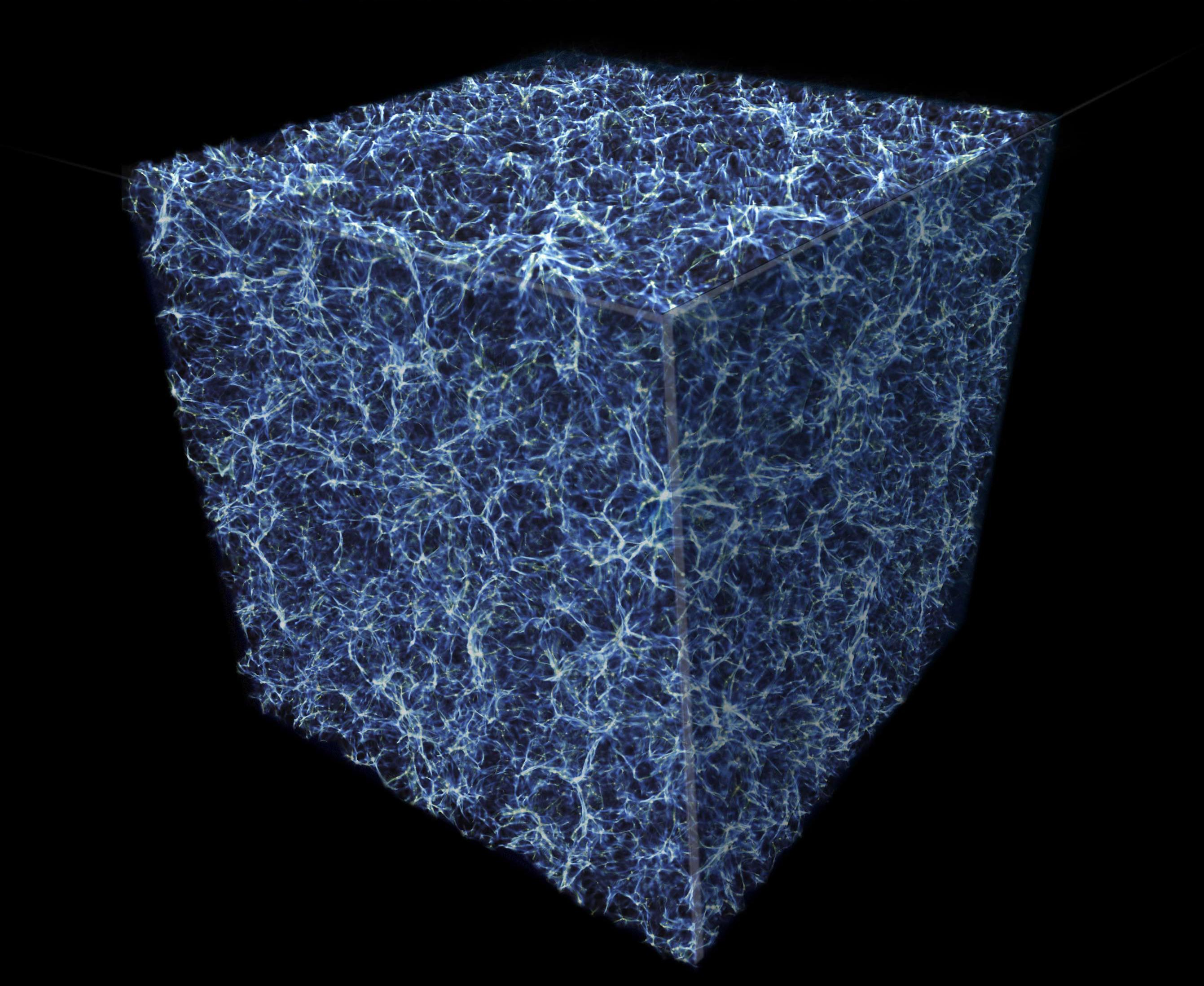
Struktura Wszechświata. Model rozkładu masy w sześciennym wycinku części Wszechświata. Niebieskie struktury włókien stanowią materię (głównie ciemną materię) oraz puste obszary przedstawiające kosmiczne pustki.
Tworzenie się wielkoskalowych struktur Wszechświata. W sześcianie o rozmiarach 43 × 43 × 43 megaparseka przedstawiono ewolucję struktury wielkoskalowej w okresie (w skali logarytmicznej) począwszy od wartości przesunięcia ku czerwieni wynoszącej 30 a kończąc na przesunięciu ku czerwieni o wartości 0. Model pokazuje, jak regiony o gęstej materii kurczą się na skutek sił grawitacji, a jednocześnie powoduje to ekspansję pustek kosmicznych, ponieważ materia ucieka do włókien.